# Radical 115
Le radical 115, qui signifie la céréale, est un des 23 des 214 radicaux chinois répertoriés dans le dictionnaire de Kangxi composés de cinq traits.
Le caractère Unicode de 禾 est 79BE.

## Caractères avec le radical 115
| nombre de traits          | caractères                                                                 |
| ------------------------- | -------------------------------------------------------------------------- |
| Sans trait supplémentaire | 禾                                                                         |
| 2 traits supplémentaires  | 禿 秀 私 秂 秃                                                             |
| 3 traits supplémentaires  | 秄 秅 秆 秇 秈 秉 秊                                                       |
| 4 traits supplémentaires  | 秋 秌 种 秎 秏 秐 科 秒 秓 秔 秕 秖 秗                                     |
| 5 traits supplémentaires  | 秘 秙 秚 秛 秜 秝 秞 租 秠 秡 秢 秣 秤 秥 秦 秧 秨 秩 秪 秫 秬 秭 秮 积 称 |
| 6 traits supplémentaires  | 秱 秲 秳 秴 秵 秶 秷 秸 秹 秺 移 秼 秽 秾                                  |
| 7 traits supplémentaires  | 秿 稀 稁 稂 稃 稄 稅 稆 稇 稈 稉 稊 程 稌 稍 税                            |
| 8 traits supplémentaires  | 稏 稐 稑 稒 稓 稔 稕 稖 稗 稘 稙 稚 稛 稜 稝 稞 稟 稠 稡 稢 稣 稤 稥       |
| 9 traits supplémentaires  | 稦 稧 稨 稩 稪 稫 稬 稭 種 稯 稰 稱 稲 稳 穀                               |
| 10 traits supplémentaires | 稴 稵 稶 稷 稸 稹 稺 稻 稼 稽 稾 稿 穁 穂 穃                               |
| 11 traits supplémentaires | 穄 穅 穆 穇 穈 穊 穋 穌 積 穎 穏 穐 穑 穒                                  |
| 12 traits supplémentaires | 穉 穓 穔 穕 穖 穗 穘 穙 穚 穛 穜 穝 穞                                     |
| 13 traits supplémentaires | 穟 穠 穡 穢 穣                                                             |
| 14 traits supplémentaires | 穤 穥 穦 穧 穨 穩 穪 穫                                                    |
| 15 traits supplémentaires | 穬 穭 穮 穯                                                                |
| 16 traits supplémentaires | 龝                                                                         |
| 17 traits supplémentaires | 穰 穳                                                                      |
| 18 traits supplémentaires | 穱                                                                         |
| 19 traits supplémentaires | 穲                                                                         |